# Lý lịch tư pháp
Lý lịch tư pháp là lý lịch về án tích của người bị kết án bằng thông qua các chế tài hình sự trong bản án, quyết định của Tòa án (những quyết định, bản án hình sự) đã có hiệu lực, những thông tin về tình trạng thi hành án và các thông tin khác liên quan đến bản án. Ngoài ra pháp luật một số nước cũng có quy định về thông tin lý lịch tư pháp bao gồm việc cấm cá nhân thực hiện các công việc hay đảm nhiệm một chức vụ, quyền hạn liên quan đến hoạt động kinh doanh do quyết định tuyên bố phá sản của tòa án.

## Thuật ngữ
Thuật ngữ "lý lịch tư pháp" được sử dụng khác nhau theo cách gọi của mỗi nước. 
Ở các nước Phương Tây, trong tiếng Anh, thuật ngữ lý lịch tư pháp là "Criminal records", tiếng Pháp có từ "casier judiciaire". Các thuật ngữ này đều hàm chứa những nội dung tương tự nhau là ghi nhận thông tin về các chế tài, hình phạt mà cơ quan có thẩm quyền của nhà nước đã tuyên đối với một cá nhân mà nội dung chủ yếu là những thông tin liên quan đến bản án hình sự.
Trong tiếng Pháp, thuật ngữ lý lịch tư pháp là cụm từ ghép giữa từ casier và judiciaire trong đó từ "casier" có nghĩa là cái tủ hoặc cái giá nhiều ngăn, có thấy tính chất của công tác này là sắp xếp, phân bổ, phân chia theo thứ tự khác nhau. Từ "judiciaire" có nghĩa là tư pháp, vậy, Lý lịch tư pháp được hiểu là những ngăn tủ có chứa đựng những hồ sơ về tư pháp, là nơi lưu giữ các thông tin về bản án hình sự, thông tin về thương mại, hành chính...
Tại Bỉ, lý lịch tư pháp được hiểu là một hệ thống xử lý tự động, có nhiệm vụ đảm bảo việc đăng ký, lưu trữ và thay đổi các dữ liệu liên quan đến các bản án, quyết định trong lĩnh vực hình sự và quốc phòng. Trong khi đó ở Đức, lý lịch tư pháp được hiểu là việc đăng ký, lưu trữ, xử lý các thông tin về bản án hình sự của toà án, thông tin liên quan đến quyết định của cơ quan hành chính và toà án về vi phạm trong công nghiệp và thương mại, các quyết định của cơ quan công tố hình sự về việc truy tố đang thực hiện đối với một người nào đó.
Ở Việt Nam, thuật ngữ lý lịch tư pháp trước đây được hiểu một cách chung nhất là lý lịch về án tích của người bị kết án bằng bản án hình sự đã có hiệu lực pháp luật của Toà án và tình trạng thi hành bản án đó. Luật Lý lịch tư pháp năm 2009 tại Điều 2 định nghĩa Lý lịch tư pháp là lý lịch về án tích của người bị kết án bằng bản án, quyết định hình sự của Tòa án đã có hiệu lực pháp luật, tình trạng thi hành án và về việc cấm cá nhân đảm nhiệm chức vụ, thành lập, quản lý doanh nghiệp, hợp tác xã trong trường hợp doanh nghiệp, hợp tác xã bị Tòa án tuyên bố phá sản. Khái niệm lý lịch tư pháp không chỉ bao gồm các thông tin liên quan đến bản án hình sự mà còn bao gồm các thông tin liên quan đến các quyết định của Toà án về cấm cá nhân đảm nhiệm chức vụ, thành lập, quản lý doanh nghiệp, hợp tác xã theo theo quy định của Luật Phá sản.

## Lịch sử
Việc ghi nhớ án tích của người phạm tội không chỉ được lưu giữ bằng các phiếu của lý lịch tư pháp trong thời đại ngày nay mà ngay từ thời trung cổ, luật hình của nhiều nước đã quy định việc ghi nhớ án tích bằng cách thích chữ vào mặt (điển hình là trường hợp của Lâm Xung, Địch Thanh thời nhà Tống-Trung Quốc), hoặc chặt các ngón tay, ngón chân hoặc cắt tai... của kẻ phạm tội (cũng giống như một số hoạt động của giang hồ, xã hội đen) hay ở nước Pháp thì có hình thức thích dấu hoa huệ vào vai (như trường hợp của Milady trong tiểu thuyết Ba người lính ngự lâm), hoặc một số người bị phạm tội phải trở thành nô lệ thì cũng bị thích, xăm lên mình những con dấu nô lệ (đánh dấu).... nói chung là tùy theo từng loại tội mà thực hiện việc lưu trữ trên.
Theo quy định của pháp luật Phong kiến ở một số nước như Trung Quốc, Việt Nam...., hình thức thích chữ vào mặt thường được áp dụng đối với tội đại hình với hình phạt lưu đày. Còn hình thức chặt ngón tay, ngón chân thường được áp dụng đối với loại tội như tội trộm cắp. Hình phạt này vừa có ý nghĩa là hình phạt vừa có ý nghĩa là để ghi nhớ án tích của kẻ phạm tội.
Sau đó Lý lịch tư pháp thành văn (bằng hình thức phiếu lý lịch Tư pháp) ra đời thay thế cho hình thức ghi nhớ hình phạt như trên của thời trung cổ. Lý lịch tư pháp thành văn có đặc điểm là 
- Lý lịch tư pháp thành văn không làm đau đớn và nhục nhã cho thân thể của can phạm.
- Cung cấp thông tin một cách đầy đủ, chi tiết một số thông tin về người phạm tội như: họ, tên, tuổi, nơi sinh, nơi cư trú, tội danh, hình phạt, toà án đã xét xử, thời gian thi hành hình phạt, người phạm tội đã có bao nhiêu tiền án... Những thông tin này là hết sức cần thiết không những đối với lĩnh vực tố tụng (bao gồm cả điều tra, truy tố, xét xử và thi hành án) mà cả với quản lý hành chính Nhà nước và quản lý xã hội.

Lý lịch tư pháp thành văn phổ biến nhất, đó là hình thức Sổ bộ ghi chép các bản án mà Toà án đã tuyên hàng năm. Căn cứ vào Sổ bộ của Toà án, người ta có thể truy tìm được án tích của một người nào đó.

## Nội dung
Nội dung cơ bản của lý lịch tư pháp là thông tin lý lịch tư pháp về án tích tức là những thông tin về cá nhân người bị kết án, tội danh, điều khoản luật được áp dụng, hình phạt chính, hình phạt bổ sung, nghĩa vụ dân sự trong bản án hình sự, án phí, thông tin về ngày, tháng, năm tuyên án, Toà nào tuyên, số hiệu bản án, tình trạng thi hành án.
Hình thức của lý lịch tư pháp được thể hiện qua Phiếu lý lịch tư pháp, đó là một loại phiếu do cơ quan quản lý cơ sở dữ liệu lý lịch tư pháp cấp và có giá trị chứng minh cá nhân có hay không có án tích, bị cấm hay không bị cấm thực hiện các công việc hay đảm nhiệm một chức vụ, quyền hạn liên quan đến hoạt động kinh doanh do quyết định tuyên bố phá sản của tòa án.
Trên cơ sở các thông tin lý lịch tư pháp mà trước hết là từ các phiếu lý lịch tư pháp, các cơ quan quản lý sẽ xây dựng cơ sở dữ liệu lý lịch tư pháp, tức là tập hợp các thông tin về án tích, tình trạng thi hành án, về cấm các công việc hay đảm nhiệm một chức vụ, quyền hạn liên quan đến hoạt động kinh doanh do quyết định tuyên bố phá sản của tòa án.